# Пизанески, Пауло
Пауло Пизанески (порт.-браз. Paulo Pisaneschi; 1 ноября 1930, Сан-Паулу — 14 марта 1980, Сан-Паулу), также известный под именем Паулу Карвоэйру (порт.-браз. Paulo Carvoeiro) и Паулу Педра (порт.-браз. Paulo Pedra) — бразильский футболист, нападающий.

## Карьера
Пауло Пизанески родился в Сан-Паулу. С юных лет он работал грузчиком, перенося мешки с древесным углём или дровами к домам бедных семей. Из-за качества мешковины, частицы угля просачивались через материал, и окрашивал тело и лицо носильщиков. Из-за этого Пизанезки впоследствии получил своё прозвище «Угольщик» (порт.-браз. Carvoeiro).
Пауло начал играть в футбол в любительской команде «Барра Фунда», откуда в 1948 году он перешёл в местный клуб «Насьонал» из Сан-Паулу. 26 февраля Пизанески забил первый мяч за команду, поразив ворота «Ферровиарии» из Асиса. 4 июня форвард забил 4 гола в товарищеской игре с «Риу-Клару», а 19 августа забил первый два гола в официальной встрече, поразив ворота «Сан-Паулу». В «Насьонале» Пизанески провёл 4 года, забив 63 гола. В 1954 году он перешёл в клуб «Коринтианс», чтобы стать дублёром лидер центрфорварду клуба Балтазару. 13 февраля Пауло в своём первом матче он забил первый за клуб, поразив ворота «Университарио». В этом же году он выиграл Турнир Рио-Сан-Паулу, в котором в 9 матчах забил 3 гола, а затем помог своему клубу одержать победу на чемпионате штата. 18 ноября 1956 года Пизанески забил самый быстрый гол в истории стадиона Алфредо Шюрига, на 12-й секунде встречи поразив ворота клуба «XV ноября». За «Коринтианс» он выступал 6 сезонов, проведя 254 встречи (147 победа, 58 ничьих и 49 поражений) и забив 146 голов.
В начале 1960 года Пауло стал игроком клуба"Наутико", выиграв чемпионат штата Пернамбуку. Любопытно, что в марте он сыграл ещё один матч за «Коринтианс» против команды собратной из игроков клуба «Интернасьонала» из Бебедору и «Жаботикабала», где забил гол. В 1960 году Пизанески перешёл в «Понте-Прету». 19 июня он забил первый мяч за клуб, поразив ворота «Жувентуса». Он выступал за клуб полтора года, забив 39 мячей. Затем он возвратился ненадолго в «Насьонал», после чего уехал в Колумбию играть за местный «Индепендьенте Санта-Фе». За этот клуб нападающий сыграл 40 матчей и забил 22 гола В 1965 году он в третий раз стал игроком «Насьонала». А завершил карьеру Пизанески в клубе «Сан-Карлус» в 1966 году.

## Международная статистика
| Матчи Пауло Пизанески за сборную Бразилии | Матчи Пауло Пизанески за сборную Бразилии | Матчи Пауло Пизанески за сборную Бразилии | Матчи Пауло Пизанески за сборную Бразилии | Матчи Пауло Пизанески за сборную Бразилии | Матчи Пауло Пизанески за сборную Бразилии | Матчи Пауло Пизанески за сборную Бразилии |
| ----------------------------------------- | ----------------------------------------- | ----------------------------------------- | ----------------------------------------- | ----------------------------------------- | ----------------------------------------- | ----------------------------------------- |
| №                                         | Дата                                      | Место проведения                          | Оппонент                                  | Счёт                                      | Голы                                      | Турнир                                    |
| 1                                         | 5 декабря 1959                            | Гуаякиль                                  | Парагвай                                  | 3:2                                       | 3                                         | Чемпионат Южной Америки                   |
| 2                                         | 12 декабря 1959                           | Гуаякиль                                  | Уругвай                                   | 0:3                                       | —                                         | Чемпионат Южной Америки                   |
| 3                                         | 19 декабря 1959                           | Гуаякиль                                  | Эквадор                                   | 3:1                                       | 1                                         | Чемпионат Южной Америки                   |
| 4                                         | 22 декабря 1959                           | Гуаякиль                                  | Аргентина                                 | 1:4                                       | —                                         | Чемпионат Южной Америки                   |

1. ↑  В некоторых источниках указано, что третий гол Бразилии в этой встрече забил Зе Мелло

## Достижения
- Победитель Турнира Рио-Сан-Паулу: 1954
- Чемпион штата Сан-Паулу: 1954
- Чемпион штата Пернамбуку: 1960